# Amanullah Sardari
Pour les articles homonymes, voir Sardari.
Amanullah Sardari (en dari et en pachto : امان‌الله سرداری) est un footballeur international afghan né le 2 décembre 1999 à Kaboul. Il évolue au poste de défenseur au Shaheen Asmayee FC.

## Biographie

### En club
Il commence sa carrière au Shaheen Asmayee FC à l'âge de 16 ans en 2016. Il remporte le championnat afghan lors de ses deux premières saisons. Lors des saisons 2018 et 2019, l'équipe s'incline par deux fois en finale face au Toofan Harirod FC. Il remporte à nouveau le championnat en 2020

### En équipe nationale
Il reçoit sa première sélection en équipe d'Afghanistan le 10 octobre 2017, dans le cadre des éliminatoires de la Coupe d'Asie 2019 contre la Jordanie (3-3). Il rentre alors en jeu à la 84e minute à la place de Faysal Shayesteh.

## Palmarès
Shaheen Asmayee
- Championnat d'Afghanistan (3) :
  - Champion : 2016, 2017 et 2020.
  - Vice-champion : 2018 et 2019.